# Közép-Magyarország

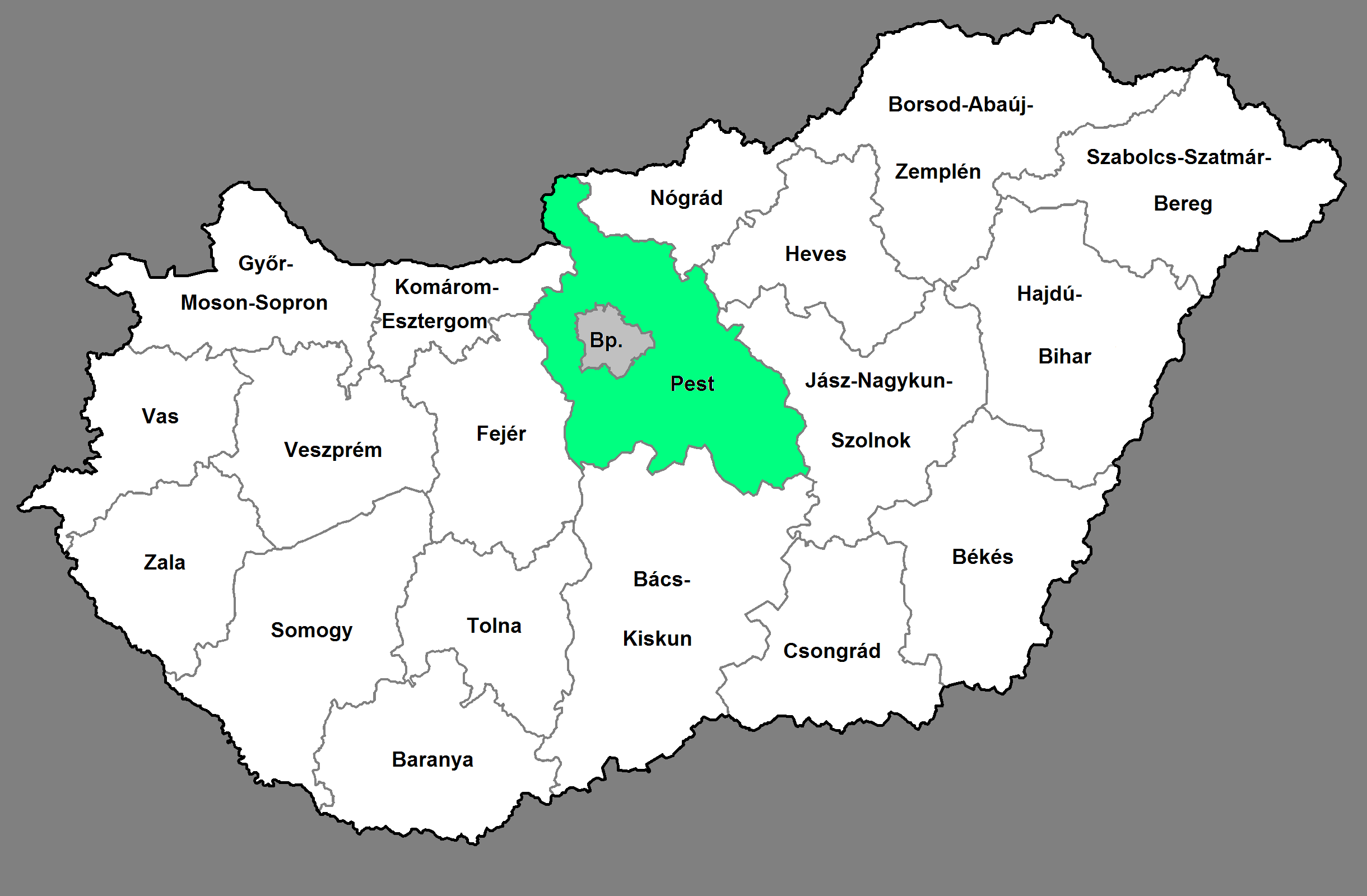
Közép-Magyarországi régió elhelyezkedése

Közép-Magyarország a három magyarországi statisztikai nagyrégió egyike. Pest vármegye és Budapest főváros alkotja. Központja Budapest.
A statisztikai célú Mai  besorolás legfelső szintjén Magyarország három nagyrégióra (NUTS 1 szint) oszlik, ezek egyike Közép-Magyarország. A régió korábban (2018 előtt) NUTS 2 szintű régió is volt, 2015-ben azonban kezdeményezték a régió kettéválasztását, mivel Budapest sokkal fejlettebb, mint a megye. A NUTS osztályozás 2016-ban elfogadott módosítását követően 2018 január 1-től a régió már csak NUTS 1 szinten értelmezett.

## Közigazgatás
Közép-Magyarország járásai:
Budapest
- I. kerület
- II. kerület
- III. kerület
- IV. kerület
- V. kerület
- VI. kerület
- VII. kerület
- VIII. kerület
- IX. kerület
- X. kerület
- XI. kerület
- XII. kerület
- XIII. kerület
- XIV. kerület
- XV. kerület
- XVI. kerület
- XVII. kerület
- XVIII. kerület
- XIX. kerület
- XX. kerület
- XXI. kerület
- XXII. kerület
- XXIII. kerület

Pest vármegye
- Aszódi járás
- Budakeszi járás
- Ceglédi járás
- Dabasi járás
- Dunakeszi járás
- Érdi járás
- Gödöllői járás
- Gyáli járás
- Monori járás
- Nagykátai járás
- Nagykőrösi járás
- Pilisvörösvári járás
- Ráckevei járás
- Szentendrei járás
- Szigetszentmiklósi járás
- Szobi járás
- Váci járás
- Vecsési járás

## Legnépesebb települések
| Város             | Lélekszám                        |
| ----------------- | -------------------------------- |
| Budapest          | 1 686 222 fő (2024. jan. 1.) +/- |
| Érd               | 71 338 fő (2024. jan. 1.) +/-    |
| Dunakeszi         | 42 747 fő (2024. jan. 1.) +/-    |
| Szigetszentmiklós | 40 069 fő (2024. jan. 1.) +/-    |
| Cegléd            | 36 391 fő (2024. jan. 1.) +/-    |
| Vác               | 34 001 fő (2024. jan. 1.) +/-    |
| Gödöllő           | 32 524 fő (2024. jan. 1.) +/-    |
| Budaörs           | 29 398 fő (2024. jan. 1.) +/-    |
| Szentendre        | 28 444 fő (2024. jan. 1.) +/-    |
| Gyál              | 24 376 fő (2024. jan. 1.) +/-    |
| Nagykőrös         | 23 016 fő (2024. jan. 1.) +/-    |
| Dunaharaszti      | 23 604 fő (2024. jan. 1.) +/-    |
| Vecsés            | 21 383 fő (2024. jan. 1.) +/-    |

## Népesség
- Lakosság: 2 925 500 fő (2009)
- 14 éves kor alatti lakosság: 14%
- 15 és 64 éves kor közötti lakosság: 69%
- 65 éves kor feletti lakosság: 17%
- A KSH adatai alapján.

## Turizmus
Közép-Magyarország területe a Budapest–Közép-Duna-vidék turisztikai régió részét képezi.
Budapest
A Budai Vár és a Duna-part 1987 óta, az Andrássy út és történelmi környezete, valamint a Millenniumi Földalatti Vasút és a Hősök tere 2002 óta a világörökség része.
A legfőbb turisztikai látnivalók ezenkívül a budai oldalon a Gellért-hegy és a török kori emlékek (Gül Baba türbéje, Rudas fürdő), Óbudán az ókori római maradványok (a Nagyszombat utcai amfiteátrum és Aquincum romjai), a Budai-hegyekben pedig a Libegő, a Gyermekvasút és a Pál-völgyi-barlangrendszer. A pesti oldal fő látnivalói a Hősök terén, illetve az Andrássy úton és környékén kívül az Országház, a Belvárosban a Szent István-bazilika, a belvárosi plébániatemplom, az Akadémia és a Vigadó, a Kiskörút mentén a Nemzeti Múzeum és a Dohány utcai zsinagóga, a Nagykörút vonalán pedig a New York-palota és az Iparművészeti Múzeum.
Budapest leglátványosabb múzeumai közé tartoznak az említetteken kívül a Szépművészeti Múzeum, a Nemzeti Galéria, a Néprajzi Múzeum, a Budapesti Történeti Múzeum és a Szoborpark.
Turisztikai szempontból is jelentős látnivalók Budapest legrégibb hídjai: a Széchenyi lánchíd, a Margit híd és a Szabadság híd, valamint az Erzsébet híd, amely modern kialakítása ellenére a városkép meghatározó elemévé vált. A turisták kedvelt célpontjai a legnagyobb közparkok, különösen a Városliget (benne a Vajdahunyad vára, a Széchenyi fürdő és az Állatkert) és a Duna parkosított szigete, a Margit-sziget.
Budapest világhírű gyógyfürdőváros, a gyógyturizmus egyik kedvelt célpontja. A különleges összetételű gyógyvizet tíz gyógyfürdő hasznosítja, amelyek többsége egyben műemlék és turisztikai látványosság is.
A főváros számos turisztikai szempontból is jelentős programnak ad otthont. Ezek közé tartozik a Budapesti Búcsú és az augusztus 20-i programok (tűzijáték, Mesterségek Ünnepe, Budapest Parádé).
Lásd még: 
- Budapest turisztikai látnivalóinak listája

Pest vármegye
Pest vármegye turisztikai szempontból legfontosabb települései Gödöllő (Gödöllői Királyi Kastély és az arborétum), Ráckeve (a szerb templom és a Savoyai-kastély), Szentendre (barokk főtér, Templom-domb, Szerb püspöki székesegyház, Kovács Margit Múzeum, skanzen), Vác (püspöki székesegyház, diadalív) és Visegrád (a visegrádi vár Magyarország egyik legszebb panorámájával és a visegrádi királyi palota).
A megye egyéb jelentős látnivalói közé tartozik a zsámbéki középkori templomrom és az ócsai román kori református templom, a romantikus stílusú fóti templom, a Kiskunság táját bemutató Apajpuszta, Tatárszentgyörgy csodálatos Ősborókása, és lovas programjai Pusztavacs (Magyarország földrajzi középpontja), a Tápiószentmártonban található Attila-domb, a vácrátóti arborétum és a veresegyházi medvemenhely. Túrázásra, kirándulásra sok lehetőséget kínál a Pilis (Holdvilág-árok, Rám-szakadék), a Visegrádi-hegység (Dobogó-kő, Ördögmalom-vízesés), a Gödöllői Dombvidék Tájvédelmi Körzet és az Ócsai Tájvédelmi Körzet.
Lásd még: 
- Pest vármegye turisztikai látnivalóinak listája